# Jaytoken (klan, lat 5,31, long -8,11)
Jaytoken är en klan i Liberia.   Den ligger i regionen River Gee County, i den sydöstra delen av landet, 300 km öster om huvudstaden Monrovia.